# Ciclismo ai XVIII Giochi panamericani
Le gare di ciclismo ai XVIII Giochi Panamericani di Lima hanno avuto luogo dal 28 luglio all'11 agosto 2019 in diversi impianti. Le gare di BMX si sono svolte nel Circuito BMX, quelle di mountain bike a Morro Solar. Le corse su strada si sono svolte nel Circuito San Miguel.

## Risultati

### Ciclismo su strada
| Prova                    | Oro                 | Argento         | Bronzo              |
| Corsa in linea maschile  | Maximiliano Richeze | Ignacio Prado   | Bryan Gomez         |
| Corsa in linea femminile | Arlenis Sierra      | Teniel Campbell | Lizbeth Salazar     |
| Cronometro maschile      | Daniel Martínez     | Magno Nazaret   | José Luis Rodríguez |
| Cronometro femminile     | Chloé Dygert        | Teniel Campbell | Laurie Jussaume     |

### Ciclismo su pista
| Prova                            | Oro                                                                   | Argento                                                                      | Bronzo                                                                   |
| Velocità maschile                | Nicholas Paul                                                         | Njisane Phillip                                                              | Kevin Quintero                                                           |
| Velocità a squadre maschile      | Trinidad e Tobago Nicholas Paul Keron Bramble Njisane Phillip         | Colombia Rubén Murillo Kevin Quintero Santiago Ramírez                       | Brasile Flavio Cipriano Kacio Fonseca da Silva Freitas Joao Da Silva     |
| Inseguimento a squadre maschile  | Stati Uniti John Croom Gavin Hoover Ashton Lambie Adrian Hegyvary     | Colombia Marvin Angarita Bryan Gómez Jordan Parra Brayan Sanchez Juan Arango | Cile Antonio Cabrera Luis José Rodríguez Felipe Peñaloza Pablo Seisdedos |
| Keirin maschile                  | Kevin Quintero                                                        | Hersony Canelón                                                              | Leandro Bottasso                                                         |
| Omnium maschile                  | Daniel Holloway                                                       | Ignacio Prado                                                                | Felipe Peñaloza                                                          |
| Americana maschile               | Cile Antonio Cabrera Felipe Peñaloza                                  | Stati Uniti Gavin Hoover Adrian Hegyvary                                     | Colombia Brayan Sanchez Juan Arango                                      |
| Velocità femminile               | Kelsey Mitchell                                                       | Martha Bayona                                                                | Luz Gaxiola                                                              |
| Velocità a squadre femminile     | Messico Luz Gaxiola Jessica Salazar                                   | Canada Kelsey Mitchell Ameila Walsh                                          | Colombia Martha Bayona Juliana Gaviria                                   |
| Inseguimento a squadre femminile | Stati Uniti Lily Williams Christina Birch Kimberly Geist Chloé Dygert | Canada Laurie Jussaume Maggie Coles-Lyster Miriam Brouwer Erin Attwell       | Colombia Jannie Salcedo Lina Rojas Jessica Parra Lina Hernandez          |
| Keirin femminile                 | Martha Bayona                                                         | Lisandra Guerra                                                              | Yuli Verdugo                                                             |
| Omnium femminile                 | Jennifer Valente                                                      | Lizbeth Salazar                                                              | Arlenis Sierra                                                           |
| Americana femminile              | Stati Uniti Christina Birch Kimberly Geist                            | Canada Maggie Coles-Lyster Miriam Brouwer                                    | Messico Lizbeth Salazar Jessica Bonilla                                  |

### Mountain bike
| Prova                   | Oro               | Argento           | Bronzo           |
| Cross-country maschile  | Gerardo Ulloa     | Henrique Avancini | Martin Vidaurre  |
| Cross-country femminile | Daniela Campuzano | Sofia Gomez       | Jaqueline Mourão |

### BMX
| Prova                  | Oro            | Argento           | Bronzo            |
| Velocità maschile      | Alfredo Campo  | Anderson Ezequiel | Federico Villegas |
| Velocità femminile     | Mariana Pajón  | Paola Reis        | Stefany Hernández |
| Stile libero maschile  | Daniel Dhers   | Jose Torres       | Justin Dowell     |
| Stile libero femminile | Hannah Roberts | Macarena Perez    | Agustina Roth     |

## Medagliere
| Posiz. | Nazione           | Oro | Argento | Bronzo | Totale |
| ------ | ----------------- | --- | ------- | ------ | ------ |
| 1      | Stati Uniti       | 7   | 1       | 1      | 9      |
| 2      | Colombia          | 4   | 3       | 5      | 12     |
| 3      | Messico           | 3   | 3       | 4      | 10     |
| 4      | Trinidad e Tobago | 2   | 3       | -      | 5      |
| 5      | Canada            | 1   | 3       | 1      | 5      |
| 6      | Argentina         | 1   | 2       | 3      | 6      |
| 7      | Cile              | 1   | 1       | 4      | 6      |
| 8      | Cuba              | 1   | 1       | 1      | 3      |
| 8      | Venezuela         | 1   | 1       | 1      | 3      |
| 10     | Ecuador           | 1   | -       | -      | 1      |
| 11     | Brasile           | -   | 4       | 2      | 6      |
| TOTALE | TOTALE            | 22  | 22      | 22     | 66     |